# 畠中光享
畠中 光享（はたなか こうきょう、1947年3月7日 - ）は、奈良県出身の日本画家。
1947年（昭和22年）、奈良県に生まれる。1970年（昭和45年）、大谷大学文学部史学科を卒業後、京都市立芸術大学専攻科修了。
1971年、パンリアル展（パンリアル美術協会）出品（81年退会）。以後、1973年、山種美術館賞展（1975年、1977年、1989年）を始め多くの絵画展に出品。1977年、シェル美術賞、1978年、第1回東京セントラル美術館日本画大賞展大賞を始め受賞歴多数。
インドから日本にいたる仏教の展開に造詣が深く、作品もインドの風俗や仏伝（ブッダ釈尊の伝記および思想）をはじめ、仏教を題材にしたものが多い。また、インドの細密画や染織品のコレクターとしても知られる。歴史的な作品の研究を通じてテーマを見出し、絵画制作をもって絵の本質と生き方を考えることを制作の信条とする。
2006年4月現在、無所属。京都造形芸術大学教授。

## 略歴
- 1947年（昭和22年） - 奈良県に生まれる
- 1971年（昭和46年） - パンリアル展出品（1981年退会）
- 1973年（昭和48年） - 山種美術館賞展（1975年、1977年、1989年）
- 1977年（昭和52年） - シェル美術賞を受賞
- 1978年（昭和53年） - 京都市立芸術大学日本画専攻科修了
- 1978年（昭和53年） - 第1回東京セントラル美術館日本画大賞展大賞を受賞
- 1984年（昭和59年） - 第1回横の会展出品（～1993年、最終展）
- 1987年（昭和62年） - 第5回京都府文化賞新人賞受賞
- 1989年（平成元年）[元号要検証] - ユーロパリア・ジャパン現代日本画展出品
- 1990年（平成2年） - 花の万博 日本画美術展出品
- 1995年（平成7年） - 光州ビエンナーレ展出品
- 1997年（平成9年） - 畠中光享展「仏伝と飛天」開催
- 1998年（平成10年） - 第1回NEXT展・目展出品
- 2000年（平成12年） - 「畠中光享の美意識」展（大三島町立大三島美術館他）開催
- 2004年（平成16年） - 第22回京都府文化賞功労賞を受賞

## 近年の代表作品
- ブッダガヤ遠望（1998）
- 祇園思惟行（1999）
- 仏陀とその弟子（阿難）（1999）
- 恒河朝帰行（2000）
- 静寂阿弥陀経説法趾（2000）
- 四門（2002）
- 樹下還相（2002）
- 寒い雨（2002）
- とぶ時（2002）

## 主要著書

### 画集
- ときめきの詩 畠中光享日本画展（有楽町西武,高輪アート、1991年）
- 画文集「インド巡礼」ダルマ・ヤートラ（日本経済新聞社、1993年）
- チンギス・ハーンの一族 畠中光享挿画展（株式会社三越、1997年）
- 畠中光享の美意識 近作仏伝絵画とインド美術コレクション図録（株式会社アルティックス、2000年）
- 畠中光享日本画展 日々行歩図録（日本橋三越本店、2003年）

### 編著
- インドのミニアチュール（マリア書房、1981-1987年）
- 東本願寺の障壁画（東本願寺出版部、1987-1989年）
- インド染織美術 畠中光享コレクション（京都書院、1993年）
- インド宮廷絵画（京都書院、1994年）
- Textle art of INDIA（CHRONICLE BOOKS SunFrancisco、1996年）
- 印度細密画（京都書院、1997年）
- インドの染織 Hatanaka collection（京都書院、1997年）